# Circoscrizione di Dinavar
La Circoscrizione di Dinavar (curdo ناوچه‌ێ دینه‌وه‌ر Nawçe-ŷ Dînewe; farsi بخش دینور) è un bakhsh (circoscrizione) situato nello Shahrestān di Sahneh, nella provincia di Kermanshah in Iran. Il nome della circoscrizione, riprende quello dell'antica città di Dinavar, le cui rovine sono ancora presenti nel suo territorio. All'interno della Circoscrizione, è presente una città: Miyan Rahan, che ne è anche il capoluogo. Inoltre, la Circoscrizione comprende tre distretti rurali (dehestān): il Distretto rurale di Dinavar, il Distretto rurale di Horr e il Distretto rurale di Kanduleh.